# 龟咯
龟咯是马来西亚柔佛州笨珍县下辖的一个城镇，為县内人口第四多的城镇。其北面是县府小笨珍，东面则隔着埔来河与红树林和新山县振林山分开，南面则为马六甲海峡，并与印尼廖内群岛省丹戎巴来隔岸相望。
龟咯是一座因其海鲜和旅游业而闻名的渔村，因此当地住宅以水上浮脚屋居多，龟咯山顶一带亦有少數花园住宅区。龟咯分为三区，分别是大街右边的渔村、左边的渔村和内陆的龟咯山顶重组村。此外，龟咯也是一个著名旅游区，主要的旅游景点包括渔村、红树林湿地岛屿龟咯岛国家公园和南部的亚洲大陆最南端丹绒比艾国家公园。

## 名稱由來
龟咯的马来语名称“Kukup”意指螃蟹的钳脚。而其中文名稱則源於以前福建渔民到来后，以福建话发音並拼写为”龟咯”。

## 历史
根据官方记载，1878年得到柔佛州苏丹阿布峇卡殿下恩赐6万多依格，並从新加坡到来开拓以（龟咯）為南部界限，大笨珍河为北部界限，而南峇株河（北干那那）为东部界限的龟咯区進行开荒。
龟咯当时的拼写为“Kukub”，為龟咯县（現笨珍县）下辖的鎮。當時，负责管理西海岸的行政是拿督彭嘉华峇叻，原名为拿督阿都沙阿·依布拉欣也在（现龟咯港脚）设立他的办事处。根据记载，当时这位也被称为的阿拉伯富豪从新加坡的直落布兰雅出发，抵达时发现这里绝大部分都是沼泽与丛林，只有少数的马六甲马来人跟来自印尼的爪哇人。所以，他便在此成立了一个“君士坦丁堡园丘”，聘请爪哇人为他开荒，并大量种植橡胶、硕莪、椰子、咖啡、黄梨及香料。除此之外，亚沙哈还自己发行了面价2元、1元跟5角的钞票。钞票上除了爪夷文和英文外，更印上中文，证明当时早已有华人在此居住。
据说龟咯在亚砂哈来开拓时已经开埠，也是笨珍县的主要聚落，许多政府部门也在当地设立。根据龟咯港脚潮籍闻人陈世家追忆披露，他在1932年抵达龟咯港脚的时候，岸边已经有一个钢骨水泥的小码头，每天都有三艘小轮船从新加坡运载货物靠岸。当年龟咯港脚都是紅樹林，村民多数住在水上浮脚屋，外面大路处，除了政府部门外，就只有三两间店了。当时的居民生活非常清苦，平时生活就靠饮用雨水，晚上点“大公灯”。而龟咯港脚村民，大部分都在家里养猪，而当时咸水港还没有板桥联系外面的路，村民每天划着小舢板到龟咯港脚来买日常用品。

## 教育

### 中学
- 斯里龟咯国中

### 小学
- 龟咯山顶培侨华小
- 龟咯港脚耕文华小
- 咸水港启蒙华小
- 龟桥修文华小
- 龟咯宗教学校

## 交通

### 公路
龟咯的主干道路为马来西亚联邦95号公路（笨珍－龟咯公路），往北可前往小笨珍市区和峇株巴辖等市镇、往南则可前往亚洲大陆最南端丹绒比艾。距离龟咯最近的高速公路出口为第二通道高速公路的埔来再也交通枢纽（经联邦5号公路）。目前埔来河下游也正兴建一座跨河大桥，将龟咯的与依斯干达公主城振林山衔接起来。

## 水路
根据笨珍县议会官网，当地共有三家公司定期提供往返龟咯国际渡轮码头和印尼的丹戎巴来码头的渡轮服务。

## 周边聚落

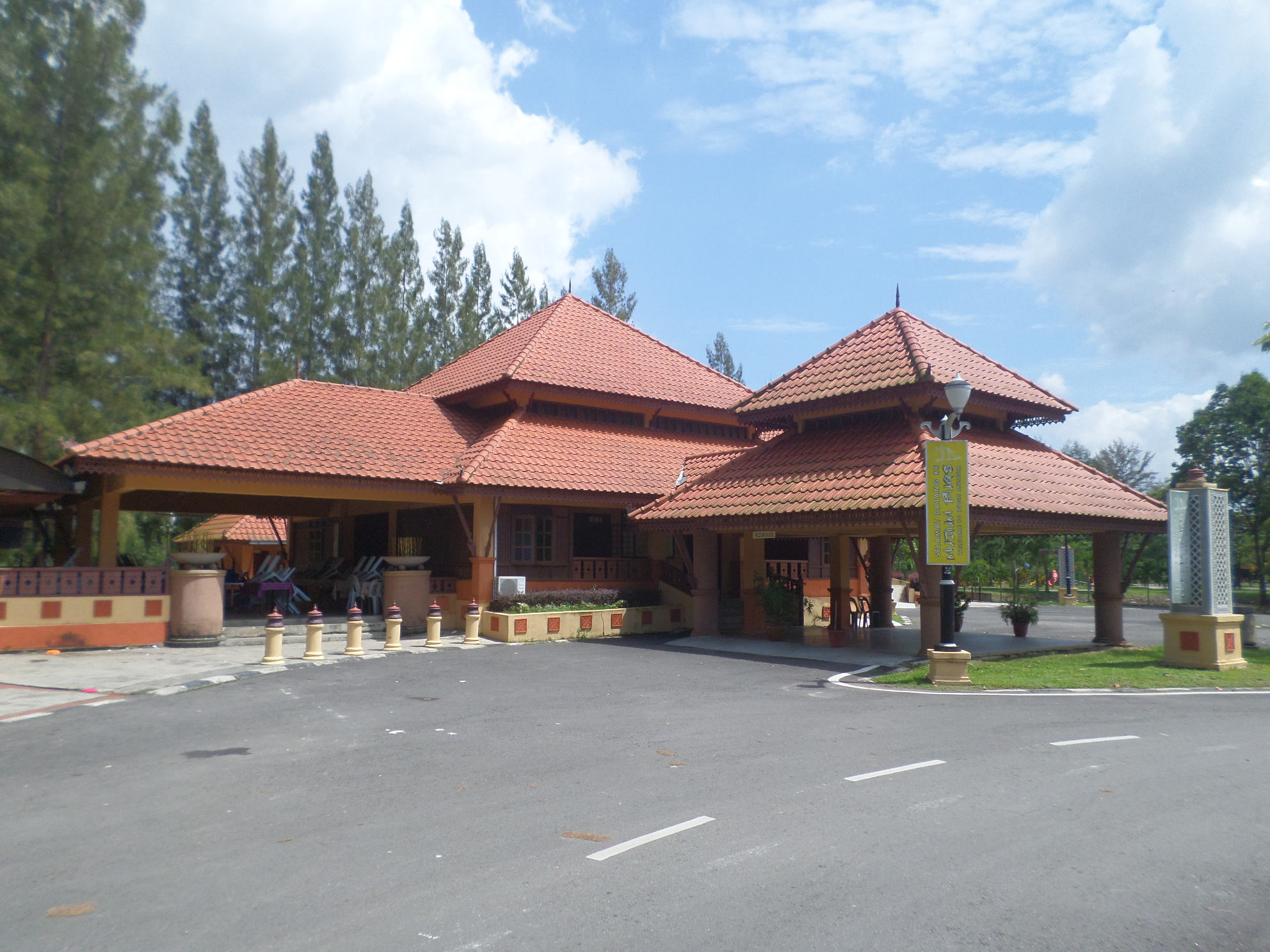
武吉斯人博物馆

- 龟咯港脚和咸水港有许多度假村和水上露天海鲜参观，以及70家海产养殖场。
- 龟桥（Penerok）：有著名的各种热带水果，优良品种的榴梿，美味可口的山竹、红毛丹等等。这里也有著名的海鲜餐馆。
- 直落吉兰（Teluk Kerang）：在大路边有一间武吉斯人的博物馆，裡面展示武吉斯人的文物及古物，据说柔佛州苏丹王朝跟武吉斯人的歷史有很大的渊源。
- 实叻角（Serkat）：临近亚洲大陆最南端丹绒比艾国家公园的村庄
- 南峇（Rambah）：柔佛工程系预科班学院坐落于此（Kolej Matrikulasi Kejuruteraan Johor，KMKJ）
- 崩山（Rimba Terjun）：小笨珍市区外进入龟咯区的第一个村庄

龟咯花园住宅区列表
| 序  | 中文名       | 马来文名        |
| --- | ------------ | --------------- |
| 137 | 拉萨玛娜花园 | Taman Laksamana |
| 138 | 沙特亚花园   | Taman Satria    |
| 139 | 马哥打花园   | Taman Mahkota   |
| 140 | 威拉花园     | Taman Wira      |